# Barry Award/Bester britischer Kriminalroman
Barry Award: Bester britischer Kriminalroman
Gewinner des Barry Awards in der Kategorie Bester britischer Kriminalroman (Best British Crime Novel), der zwischen 2000 und 2012 das beste im Vorjahr in Großbritannien erschienene Werk eines Autors aus dem Krimi- oder Mystery-Genre auszeichnete. Am erfolgreichsten in dieser Kategorie waren die Schottin Val McDermid (2000 und 2004) und der Engländer Stephen Booth (2001 und 2002), die den Preis je zweimal gewinnen konnten.
| Jahr | Preisträger   | Romantitel                      | Deutscher Titel                    |
| ---- | ------------- | ------------------------------- | ---------------------------------- |
| 2000 | Val McDermid  | A Place of Execution            | Ein Ort für die Ewigkeit           |
| 2001 | Stephen Booth | Black Dog                       | Kühler Grund                       |
| 2002 | Stephen Booth | Dancing with the Virgins        | Die schwarze Hand des Todes        |
| 2003 | John Connolly | The White Road                  | Die weiße Straße                   |
| 2004 | Val McDermid  | The Distant Echo                | Echo einer Winternacht             |
| 2005 | John Harvey   | Flesh and Blood                 | Schrei nicht so laut               |
| 2006 | Denise Mina   | The Field of Blood              | Der Hintermann                     |
| 2007 | Ken Bruen     | Priest                          | Jack Taylor und der verlorene Sohn |
| 2008 | Edward Wright | Damnation Falls                 |                                    |
| 2009 | Stieg Larsson | The Girl With the Dragon Tattoo | Verblendung                        |
| 2010 | Philip Kerr   | If the Dead Rise Not            | Die Adlon-Verschwörung             |
| 2011 | Reginald Hill | The Woodcutter                  | Rache verjährt nicht               |
| 2012 | Peter James   | Dead Man’s Grip                 | Rigor Mortis                       |